# 일본의 만화와 애니메이션 팬덤
일본의 만화와 애니메이션 팬덤은 전 세계에 걸친 일본의 애니메이션 및 만화에 대한 팬들의 집합이다. 여기서 애니메이션은 시리즈, 영화, OVA 등의, 만화는 만화책, 그래픽 노블, 그림 및 이에 연관된 작품 등의 형태를 포함한다. 이들은 일본에서 그 기원을 찾을 수 있지만, 1990년대부터 해외로 알려지기 시작하면서 이들의 기법과 문화가 전 세계로 확산되었다.

## 일본의 만화 및 애니메이션의 흡인 요인
일본 애니메이션의 주요한 매력 중 하나는 작화이다; 많은 팬들은 일본 애니메이션의 시각적 질이 미국 등 일본 외부에서 만들어진 애니메이션 시리즈들보다 높다고 주장하며, 일본 외부에서 만들어진 애니메이션을 낮게 평가한다. Nausicaa.net의 래리 그린(Larry Green)은 미국에서 애니메이션이 전통적으로 어린이들을 대상으로 하는 반면 일본 애니메이션은 어른들과 어린이들 모두를 위한 주제를 다룬다고 언급했다. 그는 또한 일본 애니메이션의 대규모 제작 방식으로 인해 시청자들은 그들이 좋아하는 것을 찾을 수 있다고도 언급했다.
일어일문학과 교수 수잔 J. 네이피어(Susan J. Napier)는 일본 애니메이션의 팬들이 "미국 내의 평범한 삶의 방식과는 다른 문화에서 도피처를 찾는다"고 언급했다. 그녀는 일본 문화에 대한 호감은 새로운 개념이 아니며 이미 19세기 중반부터 존재했다고 지적했다. 예를 들어, 클로드 모네는 1876년에 작품 일본인(La Japonaise)에서 일본 부채를 배경에 놓은 채 자신의 부인이 기모노를 입고 있는 모습을 묘사했다. 네이피어는 일본에 대한 이러한 관심은 많은 서구인들에게 "산업혁명에서 탈출한 ... 전원적 이상향"이 나타난 것이라고 언급했다.

### 서비스컷
서비스컷은 한 시리즈 내에서 시청자들을 위해 의도적으로 삽입된 내용이다. 이는 성적으로 자극적인 장면들을 의미하기도 하지만, 폭발 및 전투 장면 등 시청자들을 즐겁게 하거나 집중시키기 위해 기획되어 플롯과는 크게 관계가 없는 사건들을 의미한다. 사실, 몇몇 애니메이션들은 수익을 위해 팬 서비스에만 집중하는 것으로 보이기도 한다. 몇몇 사람들은 팬 서비스의 존재가 팬덤에서의 성숙의 부족을 의미한다고 본다.

## 오타쿠
오타쿠는 애니메이션, 만화, 비디오 게임 등에 집착적 관심을 갖는 사람들을 의미한다. 이 단어는 일본어에서 2인칭의 집이나 가족을 의미하는 존칭(お宅)에서 유래하였다. 어원과는 다르게 히라가나(おたく)나 가타카나(オタク, 드물게는 ヲタク), 드물게는 로마자로 쓰이는 현대의 속어는 1980년대에 등장했다. 미키모토 하루히코(美樹本晴彦)나 카와모리 쇼지 등의 애니메이터들은 1970년대 후반부터 자신들을 가리킬 때 존칭으로서의 오타쿠를 사용해 왔다. 1982년에 처음 방송된 초시공요새 마크로스에서는 링 밍메이가 오타쿠를 존칭으로 사용했다. 오타쿠의 속어화는 에세이 작가 나카모리 아키오(中森明夫)가 1983년 로리콘 잡지 망가 부릿코(漫画ブリッコ)에 개재한 "오타쿠"의 연구(『おたく』の研究)에서 처음 나타난 것으로 알려져 있다. 오타쿠라는 단어는 일본에서 빠르게 퍼져 널리 사용되었으나, 1990년대에는 사회 부적응자를 의미하여, 반감이 담긴 경멸적인 어조로 사용되었다. 오타쿠는 긱이나 너드와 비슷해 보이지만, 2000년대부터 만화와 애니메이션 팬들이, 더 일반적이고 긍정적인 의미로, 자신들을 지칭할 때 사용하기 시작하여, 현재는 만화와 애니메이션 팬덤 외부에서 팬들을 의미하는 용어로 종종 사용되고 있다.

## 일본에 대한 관심

### 일본어
일본의 만화와 애니메이션은 많은 청년들이 일본어를 배우는 데에 동기를 부여해 왔다. JLPT는 표준화된 일본어 능력 시험으로 1984년에 처음 시행되었다. 조지아 대학교에서 일본어 프로그램을 진행하는 사사키 유키는, 그녀가 1994년에 처음 프로그램을 시작했을 때, 대부분의 학생들이 취업 때문에 일본어에 관심을 가졌다고 언급했다; 하지만, 2004년에, 학생들은 "일본 팝 가사를 번역하고 일본 애니메이션 카드캡터 사쿠라의 등장인물들에 대해 즐겁게 말하는" 데에 더 관심을 가진다.
팬 자막 제작자들은(이것이 불법이므로) 시리즈가 정발되면 자막 배포를 중단할 것이라고 하지만, 공식 번역의 어색한 현지화로 인해 팬 자막들이 많이 제작되고 있다. 한 설문 조사에서는 9%의 팬들만이 자막보다 더빙을 더 좋아하는 것으로 나타났다; 몇몇 팬들은 현지화 과정이 애니메이션의 질을 하락시키고 번역 과정에서 잃어버리는 것이 있다고 믿으며 팬 자막을 구한다. 일본어 용어들은 일본의 만화 및 애니메이션 팬 문화와 너무나 잘 융합되어, 새로 입문한 이는 여기에서 사용되는 일본어 용어들을 이해하지 못해 혼란을 겪는다. 팬들이 일본어에 더욱 능숙해지면서—그들은 종종 여러 번역들의 질에 대해 비판적이 된다—몇몇 팬들은 하나의 시리즈에 대한 다양한 팬 자막 제작 그룹들을 평가하기도 한다.

### 일본 문화
일본의 만화와 애니메이션은 많은 청년들이 일본의 문화를 배우는 데에도 동기를 부여해 왔으며, 애니메이션 팬덤에서는 실제로 이를 권장하고 있다. 팬들은 보통 일본의 만화와 애니메이션에서 일본어의 존칭 등을 배운다. 해외의 출판사들은 번역이 어려운 일본어의 존칭이나 다른 개념의 단어들이 나올 때 주석을 붙인다.

## 일본 관광

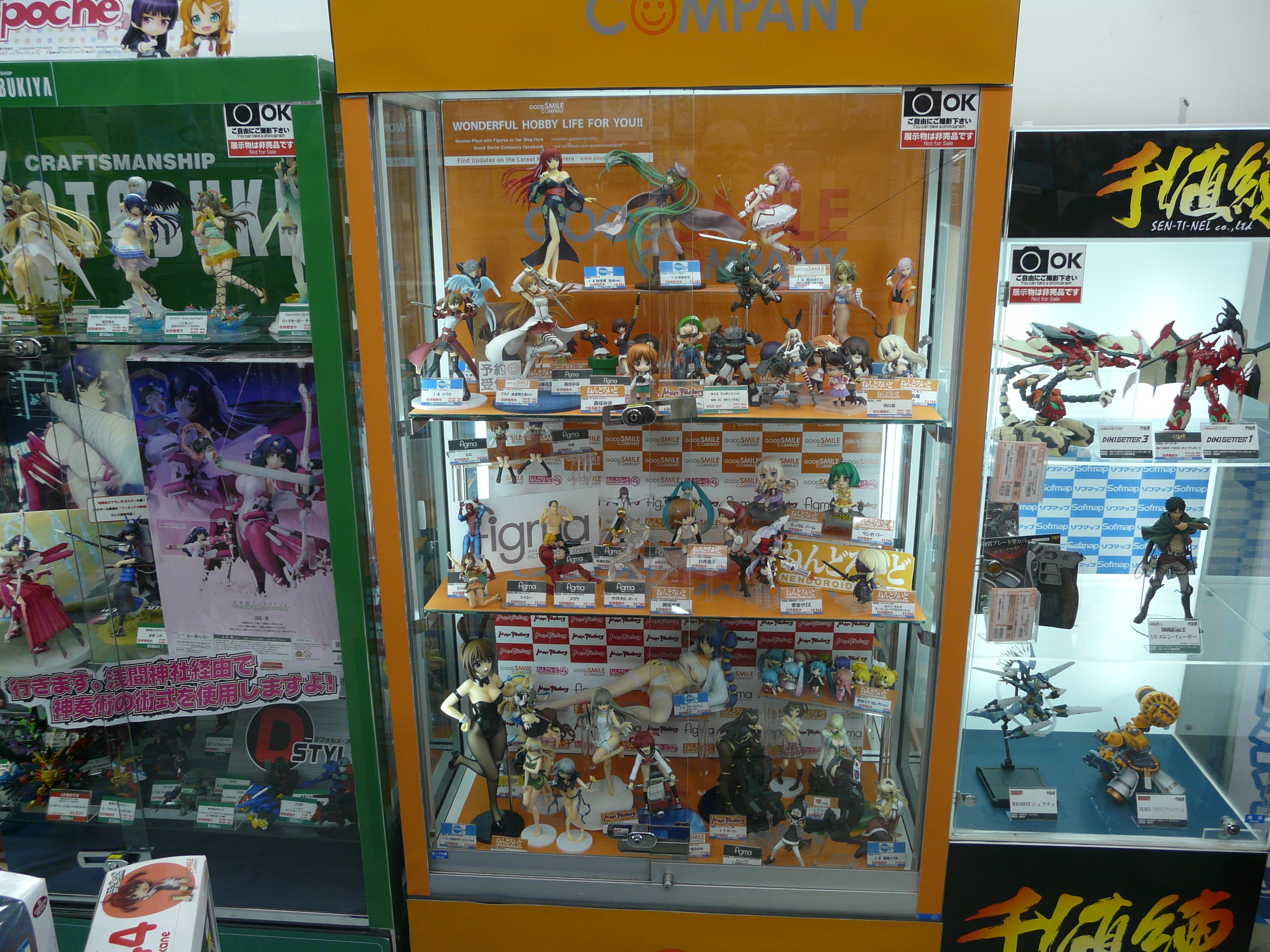
아키하바라의 애니메이션 및 만화 피규어 선반들

많은 일본 애니메이션 팬들은 언젠가 일본에 가 보기를 꿈꾼다. 도쿄의 스기나미 애니메이션 박물관(杉並アニメーションミュージアム)과 효고현의 다카라즈카 시립 데즈카 오사무 기념관(宝塚市立手塚治虫記念館) 등 일본 전역에서 다양한 박물관들이 일본의 만화 및 애니메이션 산업을 다루고 있다.
일본 애니메이션에 관련된 다른 활동들으로는, 관련 상품을 구매하거나 애니메이션 주제가를 부르는 것 등이 있다. 일본 애니메이션 팬들에게 유명한 장소로 도쿄의 아키하바라가 있다. 이 지역은 전자상가로서, 사람들이 만화, 애니메이션, 그리고 다른 오타쿠 상품들을 살 수 있는 주요한 상가이다.

## 같이 보기
- ACG (하위문화)
- 애니메이션 동호회
- 코스프레
- 친일